# Ян Байбин
Ян Байбин (кит. трад. 楊白冰, упр. 杨白冰, пиньинь Yáng Báibīng; 9 сентября 1920, Туннань, ныне Чунцин — 15 января 2013 года, Пекин) — китайский военный и партийный деятель, генерал-полковник (09.1988), секретарь ЦК КПК (1989-1992), член Политбюро ЦК КПК (1992-1997). Член Центрального военного совета КНР и его генеральный секретарь (1989—1992). В 1987-1992 годах начальник Главного политического управления НОАК.
Член КПК с марта 1938 года, член ЦК КПК 13 созыва, секретарь ЦК КПК 13 созываIV пленум, член Политбюро ЦК КПК 14 созыва.
Ветеран китайской революции, решительный сторонник экономической либерализации.
Младший брат более известного Ян Шанкуня (1907–1998), Председателя КНР в 1988—1993 годах.

## Биография
Его детское имя — Ян Шанчжэн (кит. 尚正, пиньинь Shàngzhèng). По национальности китаец.
Родился в многодетной крестьянской семье 11-м ребёнком, в уезде Туннань провинции Сычуань. Служил в 8-й армии НОАК с 1938. С 1939 года служил младшим офицером организационного отдела политуправления 129-й дивизии 8-й армии, следователем по социальным расследованиям в политуправлении. Осенью 1943 года поступил в партийную школу ЦК КПК.
Участник войны с Японией и гражданской войны. Был начальником орготдела политуправления военного округа Шаньси-Хэбэй, руководителем орготдела окружного комитета партии округа Цзинфу (позднее переименован в Синьсянь), секретарем рабочего комитета округа Цзиндун и политическим комиссаром партизанской бригады округа. С сентября 1948 года занимал должности начальника орготдела Центрального военного округа и политотдела полевой армии Центрального ВО, а также заместителя начальника орготдела политуправления тыла 2-й полевой армии.
После основания КНР занимал должности начальника орготдела политуправления Департамента тыла Юго-Западного военного округа, начальника орготдела политуправления Второй школы политических кадров и начальника отдела кадров, заместитель начальника политотдела, начальник орготдела политуправления Чэндуского военного округа. С 1955 полковник, с 1959 старший полковник. В 1959 окончил Политическую академию НОАК. Затем был начальником политуправления Чэндуского ВО.
Был репрессирован в годы Культурной революции (в декабре 1964 снят с должности, в ноябре 1966 арестован и заключён в тюрьму на 9 лет). Освобожден из заключения в начале 1975 года. В апреле 1979 года был реабилитирован и стал заместителем начальника политуправления Пекинского ВО, с октября 1982 года – начальник политуправления, заместитель и с июня 1985 по ноябрь 1987 года политкомиссар Пекинского ВО.
С ноября 1987 года по октябрь 1992 года начальник Главного политического управления НОАК. С 1988 генерал-майор.
Вместе с братом являлись ярыми сторонниками реформаторского курса Дэн Сяопина.
Считается одним из главных исполнителей решения Дэн Сяопина о «жестком» варианте подавления студенческих демонстраций на площади Тяньамэнь в июне 1989 года.
С ноября 1989 по октябрь 1992 года генеральный секретарь Центрального военного совета (сменил на этой должности своего брата Ян Шанкуня) и член Секретариата ЦК КПК.
Считается фигурантом «инцидента с попыткой захвата власти» в 1992 году — против преемничества Дэн Сяопину Цзян Цзэминя.
Братья и их сторонники в армии потеряли свои должности, однако Ян Байбин был избран членом Политбюро ЦК КПК.
На пенсии с 19 сентября 1997 года.
Сообщают, что в последние годы жизни искал издателя для своих мемуаров, которые так и не были опубликованы — по решению китайских властей.
Умер от болезни.
Кремирован, прах захоронен на Революционном кладбище Бабаошань в Пекине, присутствовали Ху Цзиньтао и Си Цзиньпин.
«Выдающийся член КПК, испытанный и верный борец за идеалы коммунизма, пролетарский революционер и выдающийся лидер политической работы китайской армии», — отмечалось в некрологе «Жэньминь Жибао».
Столетие со дня его рождения 9 сентября 2020 года КПК отметила конференцией в Пекине под председательством политкомиссара армии Китая члена ЦВС Мяо Хуа, присутствовали член Постоянного комитета Политбюро ЦК КПК и глава ЦКПД Чжао Лэцзи, а также член Политбюро ЦК КПК и заместитель председателя ЦВС Чжан Юся.